# Квінт Квінкцій Цинціннат (військовий трибун з консульською владою 415 року до н. е.)
Квінт Кві́нкцій Цинцінна́т (лат. Quintus Quinctius Cincinnatus; ? — після 405 р. до н. е.) — політичний і військовий діяч Римської республіки, дворазовий військовий трибун з консульською владою (консулярний трибун) 415 і 405 років до н. е.

## Життєпис
Походив з патриціанського роду Квінкціїв. Про його молоді роки, батьків немає відомостей. 

### Перша трибунська каденція
415 року до н. е. його було обрано вперше військовим трибуном з консульською владою разом з Публієм Корнелієм Коссом, Гаєм Валерієм Потітом Волузом і Нумерієм Фабієм Вібуланом. Того року римські війська проводили незначні військові дії проти міста Боли. Цього ж року Квінт Квінцій вступив у конфлікт з народним трибуном Луцієм Децієм стосовно заснування колонії Боларум.

### Друга трибунська каденція
405 року до н. е. його було вдруге обрано військовим трибуном з консульською владою, цього разу разом з Тітом Квінкцієм Капітоліном Барбатом, Луцієм Фурієм Медулліном, Гаєм Юлієм Юлом, Авлом Манлієм Вульсоном Капітоліном і Манієм Емілієм Мамерціном. Тоді Римська республіка вела війни проти міст-держав Вейї, Капена, а також з вольсками і фалісками. На цій посаді з успіхом воював проти міста Вейї, зокрема, вейянці були зрештою оточені римлянами.
Після цього року згадок про подальшу долю Квінта Квінція Цинцінната не збереглося.